# Intus
El intus fue una bebida alcohólica que se preparaba en la época prehispánica en las islas Bisayas y Mindanao. Se obtiene a partir de hervir a fuego alto el jugo de caña de azúcar, hasta que se espese y se convierta en un almíbar espeso. Luego se deja enfriar, se mezcla con corteza del árbol de kabarawan (Neolitsea villosa) y se deja fermentar. La palabra intus o initus significa 'reducido', es decir, un líquido espesado por ebullición, del antiguo bisayo utis (v.), 'reducir'. Al igual que la bebida kabarawan, otra bebida prehispánica, el intus ya no se produce ni se consume. La tradición se perdió durante el período colonial español de Filipinas, pero ha quedado por escrita en varios códices y libros de la época. Entre los lumad de Mindanao, el intus estaba aromatizado con raíz de langkawas (Alpinia galanga) o pal-la (Cordyline fruticosa).